# Алексеев, Игорь Владимирович
И́горь Влади́мирович Алексе́ев (9 июля 1967, Йошкар-Ола) — российский иронический поэт, прозаик, журналист, редактор, сатирик

, юморист

, полицейский, лауреат премии «Золотой телёнок» «Литературной Газеты» («Клуба 12 стульев») (2003), член Союза литераторов России, Союза журналистов России, Союза писателей Москвы.

## Биография
В 1999 году окончил Московский государственный заочный профессионально-педагогический колледж, в 2005 году — Московский университет МВД России. Работал заместителем главного редактора — ответственным секретарём газеты «Петровка, 38», заместителем редактора отдела газеты «Щит и меч», главным редактором журнала Совета министров внутренних дел государств — участников СНГ «Содружество». Являлся членом редакционных советов журналов «Участковый», «Жёны офицеров» и «Пограничник Содружества». Полковник внутренней службы в отставке.
В периодической печати начал публиковаться с 1997 года в таких изданиях, как «Московский комсомолец», «Парламентская газета», «Литературная газета», «Аргументы и факты», «Бизнес для всех», «Московская среда», «Московская правда», «Медицинский вестник», «Студенческий меридиан», «Советский спорт — футбол», «Квартирный ряд», «Мир юмора», «Кайф по выходным», «Моя весёлая семейка», «Славянское единство», «Русский акцент» (США), «Жеглов, Шарапов и Ко», «Наша улица», «Фонтан» (Украина), «Скандал-прикол», «Самое оно!», «Нескучная газета», «Петровка, 38» и многих других. По итогам публикаций в «Литературной газете» за 2003 год удостоен звания лауреата премии «Золотой телёнок» — старейшей литературной премии, утверждённой клубом «12 стульев» «Литературной газеты» в 1967 году.
Автор книг «Осколки острого ума» (М.: «Право и жизнь», 2005), «Смехотворения» (М.: «Эксмо», 2008), «SMS-приколы на грани фола» (М.: «Центрполиграф», 2008), «Юмор в четыре строки. Сборник четверостиший» (М.: ООО «Книжный перекрёсток», 2012), «Поэзия быстрого реагирования. Иронические и сатирические зарисовки на злобу дня» («Издательские решения», 2017), «Бог уголовного розыска» («Издательские решения», 2018), «Миссия — победить!» («Издательские решения», 2020), «Ген мужества» (М.: Порт приписки, 2021).
В 2003—2005 годах при его участии издательством «АСТ-пресс» выпущены книги: «Весёлые поздравления для всех», «Подарки на все случаи жизни», «Большая книга поздравлений». Произведения Игоря Алексеева вошли в 41-й том — «Эпиграммы» из серии «Антология сатиры и юмора России XX века» (М.: «Эксмо», 2005), авторский сборник клуба сатириков и юмористов «Чёртова дюжина» «Тринадцатое чувство» («Крук-престиж», 2005), альманахи Московского клуба афористики 2005 и 2006 годов, юмористический сборник «Спорт, спорт, спорт!» (М.: «Молодёжная эстрада», 2006), сборник «Московский клуб афористики: избранное за 30 лет» (составитель С. Янковский, Ростов-на-Дону, издательство «Феникс», 2007), «Антологию российских писателей Северной Америки» («Русский мир», 2008), «Большой фонтан одесского юмора. Журнал „Фонтан“: лучшее за 10 лет» (составитель В. Хаит, Одесса: «Печатный дом», 2008); книгу Геннадия Норда «Заметки из барсетки» (Рязань, «Старт», 2008) и др.
В 2006 году удостоился звания лауреата премии ГУВД города Москвы в области литературы и искусства. В том же 2006 году стал лауреатом Регионального конкурса-фестиваля юмора и эстрадного искусства «Ялта — Москва — Транзит» (второе место в номинации «Разговорный жанр») и лауреатом III Международного фестиваля юмора и эстрадного искусства в городе Ялте (третье место в номинации «Разговорный жанр»). В 2009 году удостоился звания лауреата Всероссийского конкурса МВД России «Щит и перо». В 2011 году стал дипломантом Литературного конкурса МВД России «Доброе слово». В 2011 году удостоился звания лауреата Открытого фестиваля юмора и эстрады (3 место в номинации «Разговорный жанр»). В 2012 году удостоился звания лауреата Всероссийского фестиваля юмористической и сатирической песни и поэзии «Ёрш». В 2014 году стал финалистом супер-шоу «Звезда юмора» на радио «Юмор-FM». В 2015 году удостоился звания лауреата Всероссийского конкурса на лучшее освещение в средствах массовой информации темы патриотического воспитания «Патриот России» (номинация — «Служу Отечеству»). В 2016 году стал победителем Первого Всероссийского литературного конкурса «Герои Великой Победы-2015». В 2018 году удостоился звания лауреата, а в 2020 году стал обладателем Гран-при Литературного конкурса МВД России «Доброе слово». В 2020 году стал лауреатом Литературно-художественного конкурса «Золотое перо Границы» (номинация «Художественная литература»).
С 2006 по 2016 год сотрудничал с писателем-сатириком Михаилом Задорновым.
Участник проекта «Общество весёлых поэтов» на радио «Юмор FM» (88.7). Рубрика «Общество весёлых поэтов» на радио «Юмор FM», в которой современные поэты, работающие в юмористическом жанре, в авторском исполнении представляли слушателям свои творения, была запущена 8 сентября 2007 года. Первоначально в число авторов входили Борис Кудрявцев, Геннадий Норд, Игорь Алексеев, Александр Вулых, Георгий Фрумкер. Впоследствии в него влились: Игорь Макаров, Владимир Дагуров и авторы «Хохмодрома» — Владимир Гавриков, Михаил Долгих, Дмитрий Фролов, Александр Свинарчук, Андрей Ситнянский, Татьяна Кормилицына, Мария Дубиковская, Сергей Сероухов, Александр Окропиридзе.
Член московского сатирико-юмористического объединения «Чёртова дюжина» и Содружества авторов афоризмов и малых литературных форм «Сократ».
Женат. Имеет двух дочерей от первого брака.